# Ratzert
Ratzert település Németországban, Rajna-vidék-Pfalz tartományban. Lakosainak száma 245 fő (2023. december 31.).

## Népesség
A település népességének változása:
| Lakosok száma | 231  | 234  | 229  | 242  | 246  | 245  |
|               | 1975 | 2017 | 2019 | 2021 | 2022 | 2023 |